# Triaspis metacarpalis
Triaspis metacarpalis är en stekelart som beskrevs av Vladimir Ivanovich Tobias 1986. Triaspis metacarpalis ingår i släktet Triaspis och familjen bracksteklar. Inga underarter finns listade i Catalogue of Life.